# Lijst van rijksmonumenten in Hoge Hexel
De plaats Hoge Hexel telt 13 inschrijvingen in het rijksmonumentenregister. Hieronder een overzicht.
| Object | Oorspronkelijke functie? | Bouwjaar                    | Architect     | Locatie            | Coördinaten?                  | Nr.?   | Afbeelding        |
| --- | ------------------------ | --------------------------- | ------------- | ------------------ | ----------------------------- | ------ | ----------------- |
| Houten schuur met stro en pannen gedekt, gedeeltelijk met aankubbingen | Boerderij                |                             |               | Hexelseweg 74      | 52° 23' 58" NB, 6° 33' 44" OL | 38912  | Meer afbeeldingen |
| Terrein waarin grafheuvel | Archeologisch monument   | Neolithicum en/of Bronstijd |               |                    | 52° 23' 25" NB, 6° 30' 42" OL | 46161  | Upload foto       |
| Terrein waarin grafheuvel | Archeologisch monument   | Neolithicum en/of Bronstijd |               |                    | 52° 22' 58" NB, 6° 33' 50" OL | 46162  | Upload foto       |
| Terrein waarin grafheuvel | Archeologisch monument   | Bronstijd en/of IJzertijd   |               |                    | 52° 22' 52" NB, 6° 34' 8" OL  | 46163  | Upload foto       |
| Terrein waarin grafheuvel | Archeologisch monument   | Bronstijd en/of IJzertijd   |               |                    | 52° 22' 49" NB, 6° 34' 11" OL | 46164  | Upload foto       |
| Terrein waarin grafheuvel | Archeologisch monument   | Neolithicum en/of Bronstijd |               |                    | 52° 22' 46" NB, 6° 34' 9" OL  | 46165  | Upload foto       |
| Terrein waarin een grafveld bestaande uit ten minste 7 grafheuvels | Archeologisch monument   | IJzertijd                   |               |                    | 52° 22' 50" NB, 6° 34' 17" OL | 46166  | Upload foto       |
| Boerderijcomplex: boerderij van het hallehuistype, opgetrokken in bruine baksteen, onder deels rieten en deels met muldenpannen gedekt zadeldak met nokvorst, wolfeinden en uilenborden | Boerderij                | 1900-1910                   |               | Oude Zwolseweg 6   | 52° 23' 32" NB, 6° 33' 19" OL | 512252 | Upload foto       |
| Boerderijcomplex: schuur/stal | Boerderij                | 1900-1910                   |               | Oude Zwolseweg 6   | 52° 23' 32" NB, 6° 33' 19" OL | 512253 | Upload foto       |
| Boerderijcomplex: bakhuis | Boerderij                | 1900-1910                   |               | Oude Zwolseweg 6   | 52° 23' 32" NB, 6° 33' 19" OL | 512254 | Upload foto       |
| Het Hexel: landhuis | Kasteel, buitenplaats    | 1922-1923                   |               | Haarboersweg 3     | 52° 23' 47" NB, 6° 34' 45" OL | 512259 | Meer afbeeldingen |
| Het Hexel: tuinaanleg, muur en thuishuis | Erfscheiding             | 1917-1923                   | D.F. Tersteeg | Haarboersweg 3     | 52° 23' 47" NB, 6° 34' 45" OL | 512260 | Upload foto       |
| Het Hexel: tuin | Tuin, park en plantsoen  | 1917-1923                   | Tersteeg      | Haarboersweg bij 3 | 52° 23' 47" NB, 6° 34' 45" OL | 512261 | Meer afbeeldingen |